# Liste des pays par taux de tabagisme
Cet article contient plusieurs listes des pays par taux de tabagisme.
Environ 1,1 milliard de personnes fument dans le monde. Pendant que le taux de tabagisme baissait ou déclinait dans les pays développés, la consommation de tabac continue de grimper à un taux d'environ 3,4 % par an dans les pays en développement.
Le taux de tabagisme aux États-Unis a décliné de 1965 à 2006, de 42 % à 20,8 % chez les adultes. On note une grande différence de tabagisme dans certains états tels que le Kentucky, la Virginie-Occidentale, l'Oklahoma et le Mississippi en tête du classement ainsi que l'Idaho, la Californie et l'Utah en baisse constante au niveau du tabagisme.
En France, le tabac reste la première cause de mortalité évitable. D'après une étude effectuée, en 2005, pour l'Observatoire des drogues et des toxicomanies (OFDT), le tabagisme représente des dépenses pour la société de l'ordre de 3 % du PIB (produit intérieur brut).
Au Luxembourg et en Belgique, bien que le taux de tabagisme soit en hausse, les gouvernements s'opposent à une proposition européenne visant à élever les taux minimaux d'accises sur le tabac à rouler. Les deux pays produisent localement des quantités importantes de tabac fine coupe et appliquent des taux assez bas. Cette faible taxation engendre un trafic important en direction du Royaume-Uni et de la France, où les taxes sont nettement plus élevées.
Au Québec, les résultats d'une enquête sur la santé dans les collectivités canadiennes 2008 diffusés par Statistique Canada font état d’un taux de tabagisme de 23,3 % dans la population québécoise âgée de 12 ans et plus. Les 20-24 ans constituent la tranche de la population québécoise présentant le taux de tabagisme le plus élevé. Selon une enquête de surveillance de l’usage du tabac au Canada 2008, 31 % des jeunes adultes de cet âge ont déclaré fumer. La baisse de la consommation de tabac s’est manifestée chez les jeunes entre 1998 et 2006. La diminution touche toutes les années du secondaire et s'est manifestée tant chez les filles que chez les garçons. Toutefois, la proportion de consommateurs de cigarettes en 2008 est demeurée similaire à celle de 2006, soit 15 %.
En Suisse, depuis le début des années 1990, la part de fumeurs est restée stable, à un tiers de la population (27 % des femmes et 38 % des hommes). Tandis que le taux des consommateurs de tabac âgés de plus de 25 ans a quelque peu diminué, celui des jeunes — en particulier les 15-19 ans — a dramatiquement augmenté. C'est ce qui ressort de l'enquête suisse sur la santé menée en 1997. Entre 1992 et 1997, ce taux est passé de 29 à 41 % chez les garçons de cette tranche d'âge et de 18 à 39 % chez les filles du même âge. On observe la même tendance chez les écoliers : entre 1994 et 1998, la part de fumeurs réguliers (plus d'une cigarette par semaine) âgés de 15 ans a augmenté de plus de 10 % chez les garçons et de plus de 5 % chez les filles. En 2010, quelque 25 % des écoliers âgés de 15 ans fumaient déjà au moins une fois par semaine.

## Taux de prévalence par habitant
Cette liste présente la prévalence du tabagisme en pourcentage de la population de 15 ans et plus. Les données sont issues du rapport 2015 de l'Organisation mondiale de la santé.
| Rang | Pays               | Taux de tabagisme (en %) | Taux de tabagisme (en % sur graphique) |
| ---- | ------------------ | ------------------------ | -------------------------------------- |
| 1    | Kiribati           | 52,2                     | 52.2                                   |
| 2    | Nauru              | 47,5                     | 47.5                                   |
| 3    | Grèce              | 42,4                     | 42.4                                   |
| 4    | Serbie             | 41,6                     | 41.6                                   |
| 5    | Jordanie           | 41,0                     | 41                                     |
| 6    | Indonésie          | 39,8                     | 39.8                                   |
| 7    | Russie             | 39,1                     | 39.1                                   |
| 8    | Liban              | 38,3                     | 38.3                                   |
| 9    | Bosnie-Herzégovine | 38,3                     | 38.3                                   |
| 10   | Chili              | 38,0                     | 38                                     |
| 11   | Croatie            | 36,4                     | 36.4                                   |
| 12   | Lettonie           | 35,3                     | 35.3                                   |
| 13   | Bulgarie           | 35,0                     | 35                                     |
| 14   | Bhoutan            | 34,3                     | 34.3                                   |
| 15   | Tchéquie           | 33,1                     | 33.1                                   |
| 16   | Andorre            | 32,5                     | 32.5                                   |
| 17   | Laos               | 32,5                     | 32.5                                   |
| 18   | Estonie            | 32,3                     | 32.3                                   |
| 19   | Samoa              | 30,3                     | 30.3                                   |
| 20   | Allemagne          | 30,3                     | 30.3                                   |
| 21   | Israël             | 30,1                     | 30.1                                   |
| 22   | Ukraine            | 30,0                     | 30                                     |
| 23   | Tonga              | 29,9                     | 29.9                                   |
| 24   | Géorgie            | 29,6                     | 29.6                                   |
| 25   | Roumanie           | 29,5                     | 29.5                                   |
| 26   | Lituanie           | 29,4                     | 29.4                                   |
| 27   | Albanie            | 29,1                     | 29.1                                   |
| 28   | Espagne            | 29,1                     | 29.1                                   |
| 29   | Slovaquie          | 28,2                     | 28.2                                   |
| 30   | Hongrie            | 28,2                     | 28.2                                   |
| 31   | Pologne            | 27,9                     | 27.9                                   |
| 32   | France             | 27,6                     | 27.6                                   |
| 33   | Arménie            | 26,9                     | 26.9                                   |
| 34   | Biélorussie        | 26,8                     | 26.8                                   |
| 35   | Corée du Sud       | 26,7                     | 26.7                                   |
| 36   | Kirghizistan       | 26,3                     | 26.3                                   |
| 37   | Mongolie           | 26,1                     | 26.1                                   |
| 38   | Fidji              | 25,7                     | 25.7                                   |
| 39   | Philippines        | 25,6                     | 25.6                                   |
| 40   | Kazakhstan         | 25,5                     | 25.5                                   |
| 41   | Turquie            | 25,5                     | 25.5                                   |
| 42   | Chine              | 25,3                     | 25.3                                   |
| 43   | Malte              | 25,0                     | 25                                     |
| 44   | Égypte             | 25,0                     | 25                                     |
| 45   | Pays-Bas           | 24,8                     | 24.8                                   |
| 46   | Moldavie           | 24,2                     | 24.2                                   |
| 47   | Italie             | 23,8                     | 23.8                                   |
| 48   | Luxembourg         | 23,6                     | 23.6                                   |
| 49   | Vietnam            | 23,6                     | 23.6                                   |
| 50   | Népal              | 23,2                     | 23.2                                   |
| 51   | Suisse             | 23,2                     | 23.2                                   |
| 52   | Belgique           | 23,1                     | 23.1                                   |
| 53   | Maroc              | 22,9                     | 22.9                                   |
| 54   | Pakistan           | 22,8                     | 22.8                                   |
| 55   | Azerbaïdjan        | 22,8                     | 22.8                                   |
| 56   | Cambodge           | 22,5                     | 22.5                                   |
| 57   | Portugal           | 22,2                     | 22.2                                   |
| 58   | Norvège            | 22,2                     | 22.2                                   |
| 59   | Irlande            | 22,1                     | 22.1                                   |
| 60   | Japon              | 21,7                     | 21.7                                   |
| 61   | Malaisie           | 21,5                     | 21.5                                   |
| 62   | Thaïlande          | 21,3                     | 21.3                                   |
| 63   | Finlande           | 20,8                     | 20.8                                   |
| 64   | Suède              | 20,6                     | 20.6                                   |
| 65   | Bangladesh         | 20,3                     | 20.3                                   |
| 66   | Slovénie           | 20,2                     | 20.2                                   |
| 67   | Royaume-Uni        | 19,2                     | 19.2                                   |
| 68   | Birmanie           | 18,5                     | 18.5                                   |
| 69   | Arabie saoudite    | 18,0                     | 18                                     |
| 70   | États-Unis         | 17,2                     | 17.2                                   |
| 71   | Danemark           | 17,0                     | 17                                     |
| 72   | Singapour          | 16,3                     | 16.3                                   |
| 73   | Bahreïn            | 16,3                     | 16.3                                   |
| 74   | Nouvelle-Zélande   | 16,3                     | 16.3                                   |
| 75   | Islande            | 16,1                     | 16.1                                   |
| 76   | Niue               | 15,8                     | 15.8                                   |
| 77   | Australie          | 14,9                     | 14.9                                   |
| 78   | Oman               | 14,9                     | 14.9                                   |
| 79   | Canada             | 14,9                     | 14.9                                   |
| 80   | Sri Lanka          | 13,9                     | 13.9                                   |
| 81   | Mexique            | 13,4                     | 13.4                                   |
| 82   | Ouzbékistan        | 12,9                     | 12.9                                   |
| 83   | Inde               | 11,4                     | 11.4                                   |
| 84   | Iran               | 11,1                     | 11.1                                   |
| 85   | Panama             | 6,2                      | 6.2                                    |

## Nombre de cigarettes par habitant
Cette liste présente le nombre de cigarettes fumées en moyenne par an et par habitant de plus de 15 ans. Les données datent de 2014 et sont fournies par le site Tobacco Atlas.
| Rang | Pays                             | Nombre de cigarettes |
| ---- | -------------------------------- | -------------------- |
| 1    | Monténégro                       | 4 125                |
| 2    | Biélorussie                      | 3 831                |
| 3    | Liban                            | 3 023                |
| 4    | Macédoine                        | 2 732                |
| 5    | Russie                           | 2 690                |
| 6    | Slovénie                         | 2 637                |
| 7    | Belgique                         | 2 353                |
| 8    | Luxembourg                       | 2 284                |
| 9    | Chine                            | 2 250                |
| 10   | Bosnie-Herzégovine               | 2 233                |
| 11   | République tchèque               | 2 194                |
| 12   | Kazakhstan                       | 2 157                |
| 13   | Azerbaïdjan                      | 2 114                |
| 14   | Grèce                            | 2 086                |
| 15   | Corée du Sud                     | 2 073                |
| 16   | Autriche                         | 1 988                |
| 17   | Jordanie                         | 1 855                |
| 18   | Ukraine                          | 1 854                |
| 19   | Estonie                          | 1 775                |
| 20   | Hongrie                          | 1 759                |
| 21   | Japon                            | 1 713                |
| 22   | Croatie                          | 1 709                |
| 23   | Chypre                           | 1 688                |
| 24   | Serbie                           | 1 644                |
| 25   | Suisse                           | 1 634                |
| 26   | Tunisie                          | 1 628                |
| 27   | Roumanie                         | 1 620                |
| 28   | Slovaquie                        | 1 618                |
| 29   | Turquie                          | 1 581                |
| 30   | Arménie                          | 1 545                |
| 31   | Koweït                           | 1 517                |
| 32   | Bulgarie                         | 1 505                |
| 33   | Allemagne                        | 1 480                |
| 34   | Italie                           | 1 443                |
| 35   | Pologne                          | 1 396                |
| 36   | Pays-Bas                         | 1 396                |
| 37   | Arabie saoudite                  | 1 395                |
| 38   | Cuba                             | 1 392                |
| 39   | Géorgie                          | 1 378                |
| 40   | Danemark                         | 1 378                |
| 41   | Argentine                        | 1 359                |
| 42   | Palestine                        | 1 346                |
| 43   | Libye                            | 1 333                |
| 44   | Indonésie                        | 1 322                |
| 45   | Philippines                      | 1 291                |
| 46   | Malte                            | 1 266                |
| 47   | Espagne                          | 1 265                |
| 48   | Irak                             | 1 227                |
| 49   | Vietnam                          | 1 215                |
| 50   | Égypte                           | 1 188                |
| 51   | Albanie                          | 1 177                |
| 52   | Canada                           | 1 154                |
| 53   | Uruguay                          | 1 135                |
| 54   | Lituanie                         | 1 124                |
| 55   | Moldavie                         | 1 114                |
| 56   | Portugal                         | 1 113                |
| 57   | Finlande                         | 1 083                |
| 58   | États-Unis                       | 1 083                |
| 59   | Lettonie                         | 1 041                |
| 60   | Algérie                          | 1 024                |
| 61   | Brunei                           | 1 023                |
| 62   | France                           | 993                  |
| 63   | Bahreïn                          | 969                  |
| 64   | Mongolie                         | 957                  |
| 65   | Australie                        | 956                  |
| 66   | Irlande                          | 954                  |
| 67   | Chili                            | 930                  |
| 68   | Turkménistan                     | 925                  |
| 69   | Thaïlande                        | 895                  |
| 70   | Iran                             | 869                  |
| 71   | Laos                             | 836                  |
| 72   | Suède                            | 831                  |
| 73   | Royaume-Uni                      | 827                  |
| 74   | Papouasie-Nouvelle-Guinée        | 826                  |
| 75   | Namibie                          | 740                  |
| 76   | Émirats arabes unis              | 715                  |
| 77   | Qatar                            | 698                  |
| 78   | Kirghizistan                     | 683                  |
| 79   | Nouvelle-Zélande                 | 680                  |
| 80   | Maroc                            | 671                  |
| 81   | Bangladesh                       | 665                  |
| 82   | Singapour                        | 652                  |
| 83   | Guinée équatoriale               | 649                  |
| 84   | Cambodge                         | 645                  |
| 85   | Fidji                            | 618                  |
| 86   | Corée du Nord                    | 610                  |
| 87   | Jamaïque                         | 593                  |
| 88   | Seychelles                       | 590                  |
| 89   | Malaisie                         | 584                  |
| 90   | Oman                             | 577                  |
| 91   | Ouzbékistan                      | 573                  |
| 92   | Venezuela                        | 565                  |
| 93   | Gabon                            | 559                  |
| 94   | Norvège                          | 556                  |
| 95   | Islande                          | 551                  |
| 96   | Afrique du Sud                   | 537                  |
| 97   | Tadjikistan                      | 533                  |
| 98   | Cap-Vert                         | 515                  |
| 99   | Pakistan                         | 511                  |
| 100  | Sénégal                          | 504                  |
| 101  | Brésil                           | 492                  |
| 102  | Honduras                         | 489                  |
| 103  | Angola                           | 489                  |
| 104  | Nicaragua                        | 488                  |
| 105  | Côte d'Ivoire                    | 477                  |
| 106  | Djibouti                         | 476                  |
| 107  | Syrie                            | 459                  |
| 108  | Botswana                         | 449                  |
| 109  | Costa Rica                       | 432                  |
| 110  | Soudan                           | 428                  |
| 111  | Eswatini                         | 427                  |
| 112  | Belize                           | 400                  |
| 113  | Soudan du Sud                    | 398                  |
| 114  | Yémen                            | 388                  |
| 115  | Antigua-et-Barbuda               | 362                  |
| 116  | Colombie                         | 359                  |
| 117  | Hong Kong                        | 345                  |
| 118  | Saint-Vincent-et-les-Grenadines  | 338                  |
| 119  | Barbade                          | 333                  |
| 120  | Mexique                          | 329                  |
| 121  | Sri Lanka                        | 322                  |
| 122  | Sierra Leone                     | 310                  |
| 123  | Bahamas                          | 301                  |
| 124  | Bolivie                          | 299                  |
| 125  | République du Congo              | 294                  |
| 126  | Comores                          | 289                  |
| 127  | Salvador                         | 280                  |
| 128  | Maurice                          | 261                  |
| 129  | Kenya                            | 257                  |
| 130  | Togo                             | 250                  |
| 131  | République dominicaine           | 245                  |
| 132  | Mali                             | 236                  |
| 133  | Sainte-Lucie                     | 232                  |
| 134  | Grenade                          | 224                  |
| 135  | Panama                           | 224                  |
| 136  | Maldives                         | 215                  |
| 137  | Burkina Faso                     | 213                  |
| 138  | Madagascar                       | 206                  |
| 139  | Birmanie                         | 206                  |
| 140  | Équateur                         | 191                  |
| 141  | Guatemala                        | 190                  |
| 142  | Cameroun                         | 184                  |
| 143  | République centrafricaine        | 178                  |
| 144  | Guinée-Bissau                    | 175                  |
| 145  | Nigeria                          | 173                  |
| 146  | Paraguay                         | 166                  |
| 147  | Gambie                           | 166                  |
| 148  | Zambie                           | 165                  |
| 149  | Tchad                            | 156                  |
| 150  | Bhoutan                          | 155                  |
| 151  | Mauritanie                       | 135                  |
| 152  | Zimbabwe                         | 134                  |
| 153  | Bénin                            | 122                  |
| 154  | Ghana                            | 121                  |
| 155  | Somalie                          | 117                  |
| 156  | Pérou                            | 116                  |
| 157  | Haïti                            | 114                  |
| 158  | Érythrée                         | 114                  |
| 159  | Inde                             | 111                  |
| 160  | Sao Tomé-et-Principe             | 111                  |
| 161  | Nigeria                          | 105                  |
| 162  | Liberia                          | 104                  |
| 163  | Tanzanie                         | 101                  |
| 164  | Burundi                          | 98                   |
| 165  | Trinité-et-Tobago                | 97                   |
| 166  | Lesotho                          | 88                   |
| 167  | Afghanistan                      | 84                   |
| 168  | Népal                            | 83                   |
| 169  | Mozambique                       | 82                   |
| 170  | Tonga                            | 81                   |
| 171  | Malawi                           | 80                   |
| 172  | Suriname                         | 79                   |
| 173  | Guyane                           | 77                   |
| 174  | Vanuatu                          | 76                   |
| 175  | Éthiopie                         | 76                   |
| 176  | République démocratique du Congo | 74                   |
| 177  | Samoa                            | 54                   |
| 178  | Rwanda                           | 53                   |
| 179  | Ouganda                          | 41                   |
| 180  | Kiribati                         | 28                   |
| 181  | Îles Salomon                     | 26                   |
| 182  | Guinée                           | 15                   |